# Gian Marco Berti
Gian Marco Berti (* 11. November 1982 in Stadt San Marino) ist ein san-marinesischer Sportschütze.

## Erfolge
Gian Marco Berti ist der Sohn von Gian Nicola Berti, der 1988 für San Marino bei den Olympischen Spielen im Trapschießen startete und vom 1. April bis 1. Oktober 2016 Capitano Reggente San Marinos war. Auch Berti selbst startet im Trapschießen. 2015 gewann er bei den Weltmeisterschaften in Lonato del Garda die Bronzemedaille im Mannschaftswettbewerb. Sein größter Erfolg im Einzel war der Weltcup-Sieg in Baku im Jahr 2016. Im Mixed gelang ihm ein weiterer Weltcup-Sieg an der Seite von Alessandra Perilli: sie setzten sich im August 2019 in Lahti gegen ihre Konkurrenz durch. 2019 vertrat Berti San Marino bei den Europaspielen in Minsk, jedoch ohne Medaillenerfolg.
Bei den im Sommer 2021 ausgetragenen Olympischen Spielen in Tokio ging Berti in zwei Konkurrenzen an den Start. Im Einzel verpasste er mit 121 Punkten als 18. die Qualifikation für das Finale. In der Mixedkonkurrenz zog er hingegen mit Alessandra Perilli dank 148 Punkte in der Vorrunde ins Finale um die Goldmedaille ein. In diesem unterlagen sie dem spanischen Duo Fátima Gálvez und Alberto Fernández mit 40:41 und sicherten sich damit die Silbermedaille.